# Prix Piché de poésie de l'Université du Québec à Trois-Rivières
Le prix Piché de poésie de l'Université du Québec à Trois-Rivières rend hommage au poète Alphonse Piché. Il est remis lors de l'ouverture officielle du Festival international de la poésie de Trois-Rivières, qui est responsable de son organisation, et vise à encourager la relève poétique.
Il est remis chaque année à un auteur n'ayant jamais publié de recueil.

## Lauréats[1]
- 1989: Hélène Boissé
- 1990: Aline Poulin
- 1991: Michel Pleau
- 1992: Louise-Anne Blouin
- 1993: Martine Audet
- 1994: Micheline Boucher
- 1995: Dominique Gaucher
- 1996: Carole Huynh Guay
- 1997: Carl Lacharité
- 1998: Béatrice Migneault
- 1999: Anne-Marie Cizeau-Lemercier
- 2000: Monique Benoît
- 2001: Isabelle Forest
- 2002: Andréa Raymond
- 2003: Patrick Boulanger
- 2004: Huguette Lefrançois
- 2005: Michèle Blanchet
- 2006: Annick Chauvette
- 2007: Joanne Morency
- 2008: Geneviève Morin
- 2009: Simon Boulerice
- 2010: Marie-Charlotte Aubin
- 2011: Nicole Turcotte
- 2012: Marco Geoffroy
- 2013: Catherine Rochette
- 2014: Catherine Poulin
- 2015: Ginette Andrée Poirier
- 2016: Virginie Lachapelle
- 2017: Laetitia Beaumel
- 2018: Odile Brunet
- 2019: Madeleine Sauriol
- 2020: Marc-André Villeneuve
- 2021: Michèle Moisan
- 2022: Dominique Brochu
- 2023: Marie-Josée Ayotte